# Kay Matysik
Pour les articles homonymes, voir Matysik.
Kay Matysik, né le 18 juin 1980 à Berlin, est un joueur de beach-volley allemand. 

## Carrière
Il est médaillé d'argent aux Championnats d'Europe en 2008 avec Stefan Uhmann.
Avec Jonathan Erdmann, il est une nouvelle fois battu en finale des Championnats d'Europe en 2011 par d'autres Allemands, Julius Brink et Jonas Reckermann. Aux Championnats du Monde de beach-volley 2013, il remporte avec le même Erdmann la médaille de bronze.

## Palmarès

### Championnats du Monde de beach-volley
- Médaille de bronze en 2013 à Stare Jabłonki (Pologne) avec Jonathan Erdmann

### Championnats d'Europe de beach-volley
- Médaille d'argent en 2008 à Hambourg (Allemagne) avec Stefan Uhmann
- Médaille d'argent en 2011 à Kristiansand (Norvège) avec Jonathan Erdmann